# 大隈健太
大隈 健太（おおくま けんた、1990年1月22日 - ）は、日本の声優、舞台俳優。大阪府出身。賢プロダクション所属。

## 略歴
2008年、ビジュアルアーツ専門学校大阪に入学。
2010年、スクールデュオ12期生として入所。2年間の養成期間を経て2012年より賢プロダクションに所属。2020年より舞台での活動も開始。

## 人物
特技は大阪弁。趣味は居酒屋巡り、ラーメン二郎巡り、特撮鑑賞、THE YELLOW MONKEYの音楽を聴くこと。

## 出演

### テレビアニメ
2013年
- ガンダムビルドファイターズ（男子生徒、男）
- 黒子のバスケ（泉真館8番、望月和宏、観客、洛山選手、バレー部員A 他）
- 最強銀河 究極ゼロ 〜バトルスピリッツ〜（カードバトラーB）
- 進撃の巨人（2013年 - 2018年、兵士、男、フランツ、ソニー、少年、憲兵） - 3シリーズ
- ダンボール戦機WARS（ミハイル・ローク、黒服）
- ちはやふる シリーズ（2013年 - 2020年、田代晴人、実行委員、観客、綿谷基） - 2シリーズ
- はじめの一歩 Rising（観客、若者、通行人）

2014年
- ガンダムビルドファイターズトライ（2014年 - 2016年、男子生徒、大木仁高校メンバー、サトウ・ハルト、執事） - 1シリーズ + 特別編
- 咲-Saki-全国編（警備員）
- パックワールド（警察官、グラインダー、サイクロプスA、役者(パック役)、協力者A、男性）
- ピンポン THE ANIMATION（猫田）
- 魔法科高校の劣等生（九高選手）
- 妖怪ウォッチ（町人、地縛霊ネコ）
- 弱虫ペダル（観客）

2015年
- アイカツ!（おじいさん）
- うしおととら（クラスメイトA、海水浴場の客A、通信員B、男子、妖怪B 他）
- ガンスリンガー ストラトス（兵士、研究員、男）
- コンクリート・レボルティオ〜超人幻想〜（学生、動物型の超人、教師、アイズ）
- 進撃!巨人中学校（フランツ、ソニー）
- トリアージX（警備員、隊員）

2016年
- アイカツスターズ!（山田）
- うしおととら（威吹、妖怪、男B）
- おそ松さん（2016年 - 2021年、医者、駒馬） - 2シリーズ
- かみさまみならい ヒミツのここたま（川口さん）
- 紅殻のパンドラ（手下D）
- 甲鉄城のカバネリ（武士、修蔵、ワザトリ、男性、民人、セリ 他）
- 少女たちは荒野を目指す（客B）
- 旅街レイトショー （吾妻の夫 他）
- パズドラクロス（SDF隊員、ぬるま湯番頭）
- 僕のヒーローアカデミア（2016年 - 2024年、半魚人ヴィラン、セメントス、マニュアル、投擲射手次郎、センチピーダー、庄田二連撃 他） - 7シリーズ
- マクロスΔ（船員B、救護兵、男性アナウンサー、軍高官、アルベルト・ララサーバル、ウィンダミアオペレーターB 他）

2017年
- 鬼平（浪人B）

2018年
- 銀河英雄伝説 Die Neue These 邂逅（オペレーター、同級生）
- 若おかみは小学生!（池月としお、マスコミの皆さん）

2019年
- からくりサーカス（加納大輝、機械人間―0）

2020年
- 魔女の旅々（役人B）

2021年
- SK∞ エスケーエイト（岡正吉）

2022年
- ふしぎ駄菓子屋 銭天堂（皐月一志）

2023年
- ひろがるスカイ!プリキュア（緑の息子）
- デュエル・マスターズ WIN 決闘学園編（カワ）

2024年
- ザ・ファブル（砂川の舎弟）
- ダンジョン飯（若いセンシ）

### 劇場アニメ
- 劇場版 進撃の巨人 前編〜紅蓮の弓矢〜（2014年、フランツ・ケフカ）
- アベンジャーズ コンフィデンシャル: ブラック・ウィドウ & パニッシャー（2014年、グリフィン 他）
- 劇場版 進撃の巨人 後編〜自由の翼〜（2015年、フランツ・ケフカ）
- 映画かいけつゾロリ うちゅうの勇者たち（2015年）
- GANTZ:O（2016年）
- 劇場版ポケットモンスター みんなの物語（2018年、ドーブル）
- ミュウツーの逆襲 EVOLUTION（2019年、発掘隊員）
- 甲鉄城のカバネリ 海門決戦（2019年、ジャコウ、修蔵）

### OVA
- アイアンマン：ライズ・オブ・テクノヴォア（2013年）
- ヴァンキッシュド・クイーンズ（2013年、門番の兵士）
- IS 〈インフィニット・ストラトス〉2 ワールド・パージ編（2014年、CEO / アンネムド隊員）

### Webアニメ
- ポケモンジェネレーションズ（2016年）

### ゲーム
2013年
- ガンダムブレイカー（観客）
- ダンボール戦機ウォーズ（ミハイル・ローク、メタ沢一郎）

2014年
- グランブルーファンタジー
- 進撃の巨人〜人類最後の翼〜CHAIN（フランツ）
- セーラーゾンビ〜AKB48 アーケード・エディション〜
- 魔女王

2015年
- バットマン:アーカム・ナイト
- Fallout 4
- Halo 5: Guardians
- 夢王国と眠れる100人の王子様（コーエン）

2016年
- 喧嘩番長 乙女（立里恭弥）
- 宿星のディストピア
- ソードアート・オンライン -ホロウ・リアリゼーション-
- バトルフィールド1（ウィルソン）
- 僕のヒーローアカデミア バトル・フォー・オール（セメントス）
- ポッ拳 POKKÉN TOURNAMENT（キース）
- 名探偵ピカチュウ 〜新コンビ誕生〜

2017年
- 僕のヒーローアカデミア スマッシュタップ（セメントス）

2018年
- 名探偵ピカチュウ

2023年
- 僕のヒーローアカデミア ULTRA RUMBLE（セメントス）

2025年
- 東京放課後サモナーズ（アポロン）

### ドラマCD
- スキップ・ビート! KISS×KISSドラマCD 〜バレンタイン兵器（ウェポン）〜（レコーディングスタッフ）
- 京極夏彦ラジオドラマ 『百器徒然袋』（青木）
- みやびうた 〜雅恋歌〜 菊華の恋

### BLCD
- 美しい野菜2（治樹の父）
- 起きて最初にすることは（バイト先店長）
- 催眠術入門（庭師、記者）
- ジェラテリアスーパーノヴァ（店長）

### 吹き替え

#### 映画
- アベンジャーズ/エイジ・オブ・ウルトロン（男性警官3）
- インビテーション（チョイ）
- ウォー・ドッグス
- ウッドローン（モートン）
- オール・ユー・ニード・イズ・キル（憲兵2）※劇場公開版
- オンリー・ゴッド（警官1）
- 神様メール（ケヴィン）
- ギヴァー 記憶を注ぐ者（父親〈アレクサンダー・スカルスガルド〉）
- キング・オブ・ヴァジュラ 金剛王（クンツァイ）
- クロス・ウォーズ（ウォー）
- ザ・イースト（ルカ）
- 最後の追跡
- しあわせの絵の具 愛を描く人 モード・ルイス（フランク）
- ジェイソン・ボーン
- ジェム&ホログラムス
- シング・ストリート 未来へのうた（ラリー）
- セキュリティ（ヴァンス〈リアム・マッキンタイア〉）※Netflix版
- ゾンビ特急地獄行き（駅員）
- ティーン・ビーチ2（ビーチ男）
- ドローン・オブ・ウォー（ビリー）
- ハリウッド・スキャンダル（リチャード）
- 4デイズ・イン・イラク（マレンツカ）
- 僕と君の片想い（ニック〈リンカーン・ルイス〉）
- ボディ・ハント（ザック）
- マッド・ガンズ（強盗2）
- ミリオンダラー・アーム（ドライバー）
- ムード・インディゴ うたかたの日々（太鼓腹）
- レジェンド・オブ・メダリオン -時空を越えた秘密の島-（手下2 他）
- レフト・ビハインド（ジム）

#### ドラマ
- エクスパンス -巨獣めざめる-（ドレスデン、ケンゾー）
- エレメンタリー ホームズ&ワトソン in NY シーズン4（支配人）
- Empire 成功の代償（テイヨ、マルコム）
- オレンジ・イズ・ニュー・ブラック（オニール、ピアソン）
- キリング/26日間（警察官1、ディーラー）
- ザ・クラウン
- サンズ・オブ・アナーキー（トラメル）
- ジ・アメリカンズ（ジーン）
- 私立探偵ヴァルグ シーズン4（ディーラー）
- 私立探偵ダーク・ジェントリー（マーティン）
- スーパーナチュラル
- STALKER：ストーカー犯罪特捜班（キース）
- ストライクバック:極秘ミッション
- 24:レガシー（テオ）
- ノンストップ・スリラー「暴走地区-ZOO-」 シーズン2
- ハーレー&ダビッドソン（シュリンプ）
- ピノキオ（アン・チャンス、カン・ソンハク）
- フィアー・ザ・ウォーキング・デッド（ジャック）
- フーディーニ&ドイルの怪事件ファイル 〜謎解きの作法〜
- ブラインドスポット タトゥーの女 シーズン2（パーカー）
- ブラック・ミラー
- BULL / ブル 法廷を操る男（ジャンカルロ・サルトル）
- HOMELAND（ジェフ、南係、弁護士、トム）
- ホジュン 宮廷医官への道（イ・ゴンギ、ウ・ゴンボ、キルサン）
- BOSCH/ボッシュ（ネイト・タイラー）
- マンハント（大学生テッド）
- ロンドン・スパイ（パーヴェル）

#### アニメ
- 悪魔バスター★スター・バタフライ（用語集さん）
- アルティメット・スパイダーマン ウェブ・ウォーリアーズ（白髪の男性）
- オーバー・ザ・ガーデンウォール
- おとぎのもりのゴールディとベア（ジャック、れんが）
- サンダーバード ARE GO（おののく男性市民）
- SING/シング（不機嫌なドライバー）
- バンピリーナとバンパイアかぞく（パケット、マウス）
- へそまがり昔話（小枝の豚）
- ボージャック・ホースマン（トッド）
- マイルズのトゥモローランドだいさくせん（フルーボックス）
- ヤング・ジャスティス（スポーツマスター）
- ロボヅナ（アリストン）

### ボイスオーバー
- アノ話の『じゃない』をスクープ!ジャーナいリスト
- 怪しい伝説
- E-チーム
- 宇宙の解体新書
- ウッド・ブラザーズ
- 怪物魚を追え!
- 解明・宇宙の仕組み
- グレート・バリア・リーフ 生命の輝き
- 健康バラエティ ドクター・オズ・ショー
- 世界がザワついた（秘）映像 ビートたけしの知らないニュース2016新春スペシャル!
- 世界スパイス見聞録
- 世界の果ての通学路
- 世界文明ミステリー
- タブロイドな事件（フリーマン）
- 地球ドラマチック
  - 「カッシーニ 土星探査の軌跡」
  - 「ナスカ 地上絵のミステリー」
- NASA超常ファイル
- ナチュラル・ボーン・プランクスター 〜究極ドッキリ作戦
- ニーナ・シモン 魂の歌
- ビーバー・ブラザーズ
- BS世界のドキュメンタリー
- BBC 大世界史
- ファースト・ライフ
- ホーキング、生涯を語る
- ミッション・ブルー
- ミリタリー・モーターズ（クロツキー）
- モーガン・フリーマン 時空を超えて
- ライオン日記

### 舞台
- 演劇ユニット爆風「トシデンセツ」
- 三つ巴企画「カルテット×かるてっと?」
- シャークエンド（2019年7月21日、渋谷シダックスカルチャーホール） - キング 役[7]

### 朗読劇
- 朗読劇「胡桃炸裂症候群 -Drosselmeyer Syndrome - 承」（2025年8月22日 - 24日〈予定〉、CBGKシブゲキ!!）[8]

### シリーズ一覧
1. ↑  第1期（2013年）、Season 2（2017年）、Season 3 Part 1（2018年）
2. ↑  第2期『2』（2013年）、第3期『3』（2020年）
3. ↑  テレビシリーズ（2014年 - 2015年）、特別編『アイランド・ウォーズ』（2016年8月21日）
4. ↑  第1期（2016年）、第3期（2021年）
5. ↑  第1期（2016年）、第2期（2017年）、第3期（2018年）、第4期（2019年 - 2020年）、第5期（2021年）、第6期（2022年 - 2023年）、第7期（2024年）